# Білаплана
Білапла́на (кат. Vilaplana, вимова літературною каталанською [biłə'planə]) — муніципалітет, розташований в Автономній області Каталонія, в Іспанії. Код муніципалітету за номенклатурою Інституту статистики Каталонії — 431690. Знаходиться у районі (кумарці) Баш-Камп (коди району — 08 та BC) провінції Таррагона, згідно з новою адміністративною реформою перебуватиме у складі баґарії (округи) Камп-да-Таррагона.

## Назва муніципалітету
Назва муніципалітету походить від кат. vila — «містечко» та кат. plana — «рівна» (у ж.р.).

## Населення
Населення міста (у 2007 р.) становить 613 осіб (з них менше 14 років — 10,1 %, від 15 до 64 — 65,4 %, понад 65 років — 24,5 %). У 2006 р. народжуваність склала 3 особи, смертність — 9 осіб, зареєстровано 0 шлюбів. У 2001 р. активне населення становило 259 осіб, з них безробітних — 23 особи.
Серед осіб, які проживали на території міста у 2001 р., 481 народилися в Каталонії (з них 426 осіб у тому самому районі, або кумарці), 41 особа приїхала з інших областей Іспанії, а 37 осіб приїхало з-за кордону.
Вищу освіту має 11,7 % усього населення.
У 2001 р. нараховувалося 196 домогосподарств (з них 22,4 % складалися з однієї особи, 25,5 % з двох осіб,20,4 % з 3 осіб, 19,4 % з 4 осіб, 7,7 % з 5 осіб, 2 % з 6 осіб, 1 % з 7 осіб, 0 % з 8 осіб і 1,5 % з 9 і більше осіб).
Активне населення міста у 2001 р. працювало у таких сферах діяльності: у сільському господарстві — 22,5 %, у промисловості — 8,5 %, на будівництві — 11 % і у сфері обслуговування — 58,1 %.
У муніципалітеті або у власному районі (кумарці) працює 89 осіб, поза районом — 162 особи.

### Безробіття
У 2007 р. нараховувалося 10 безробітних (у 2006 р. — 9 безробітних), з них чоловіки становили 40 %, а жінки — 60 %.

## Економіка

### Підприємства міста

#### Промислові підприємства
| \| Промислові підприємства міста, за сферою діяльності \| Промислові підприємства міста, за сферою діяльності \| Промислові підприємства міста, за сферою діяльності \| \| Рік \| 2002 р. \| 2001 р. \| \| --------------------------------------------------- \| --------------------------------------------------- \| --------------------------------------------------- \| \| Енергетичні та водні ресурси \| 0 % \| 0 % \| \| Хімія та метали \| 0 % \| 0 % \| \| Переробка металів \| 0 % \| 0 % \| \| Продукти харчування \| 0 % \| 0 % \| \| Текстиль \| 0 % \| 0 % \| \| Виробництво меблів, видання \| 100 % \| 100 % \| \| Інше \| 0 % \| 0 % \| \| Усього підприємств \| 1 \| 1 \| |         |         |
| Промислові підприємства міста, за сферою діяльності |         |         |
| Рік | 2002 р. | 2001 р. |
| Енергетичні та водні ресурси | 0 %     | 0 %     |
| Хімія та метали | 0 %     | 0 %     |
| Переробка металів | 0 %     | 0 %     |
| Продукти харчування | 0 %     | 0 %     |
| Текстиль | 0 %     | 0 %     |
| Виробництво меблів, видання | 100 %   | 100 %   |
| Інше | 0 %     | 0 %     |
| Усього підприємств | 1       | 1       |

#### Роздрібна торгівля
| \| Підприємства роздрібної торгівлі міста, за сферою діяльності \| Підприємства роздрібної торгівлі міста, за сферою діяльності \| Підприємства роздрібної торгівлі міста, за сферою діяльності \| \| Рік \| 2002 р. \| 2001 р. \| \| ------------------------------------------------------------ \| ------------------------------------------------------------ \| ------------------------------------------------------------ \| \| Продукти харчування \| 71,4 % \| 62,5 % \| \| Одяг та взуття \| 0 % \| 0 % \| \| Товари для дому \| 0 % \| 0 % \| \| Книги та періодичні видання \| 0 % \| 12,5 % \| \| Промислова хімічна продукція \| 28,6 % \| 25 % \| \| Продукція, пов'язана з транспортними засобами \| 0 % \| 0 % \| \| Інше \| 0 % \| 0 % \| \| Усього підприємств \| 7 \| 8 \| |         |         |
| Підприємства роздрібної торгівлі міста, за сферою діяльності |         |         |
| Рік | 2002 р. | 2001 р. |
| Продукти харчування | 71,4 %  | 62,5 %  |
| Одяг та взуття | 0 %     | 0 %     |
| Товари для дому | 0 %     | 0 %     |
| Книги та періодичні видання | 0 %     | 12,5 %  |
| Промислова хімічна продукція | 28,6 %  | 25 %    |
| Продукція, пов'язана з транспортними засобами | 0 %     | 0 %     |
| Інше | 0 %     | 0 %     |
| Усього підприємств | 7       | 8       |

#### Сфера послуг
| \| Підприємства міста, що працюють у сфері послуг, за діяльністю \| Підприємства міста, що працюють у сфері послуг, за діяльністю \| Підприємства міста, що працюють у сфері послуг, за діяльністю \| \| Рік \| 2002 р. \| 2001 р. \| \| ------------------------------------------------------------- \| ------------------------------------------------------------- \| ------------------------------------------------------------- \| \| Гуртова торгівля \| 18,2 % \| 20 % \| \| Готелі та готельний бізнес \| 27,3 % \| 30 % \| \| Транспорт та зв'язок \| 18,2 % \| 20 % \| \| Посередницькі фінансові послуги \| 9,1 % \| 10 % \| \| Послуги підприємствам \| 0 % \| 0 % \| \| Послуги фізичним особам \| 18,2 % \| 20 % \| \| Нерухомість та ін. \| 9,1 % \| 0 % \| \| Усього підприємств \| 11 \| 10 \| |         |         |
| Підприємства міста, що працюють у сфері послуг, за діяльністю |         |         |
| Рік | 2002 р. | 2001 р. |
| Гуртова торгівля | 18,2 %  | 20 %    |
| Готелі та готельний бізнес | 27,3 %  | 30 %    |
| Транспорт та зв'язок | 18,2 %  | 20 %    |
| Посередницькі фінансові послуги | 9,1 %   | 10 %    |
| Послуги підприємствам | 0 %     | 0 %     |
| Послуги фізичним особам | 18,2 %  | 20 %    |
| Нерухомість та ін. | 9,1 %   | 0 %     |
| Усього підприємств | 11      | 10      |

## Житловий фонд
У 2001 р. 3,1 % усіх родин (домогосподарств) мали житло метражем до 59 м², 20,4 % — від 60 до 89 м², 33,7 % — від 90 до 119 м² і
42,9 % — понад 120 м².

З усіх будівель у 2001 р. 1,8 % було одноповерховими, 36 % — двоповерховими, 59,6 % — триповерховими, 2,7 % — чотириповерховими, 0 % — п'ятиповерховими, 0 % — шестиповерховими,
0 % — семиповерховими, 0 % — з вісьмома та більше поверхами.

## Автопарк
| \| Автомобілі, зареєстровані у місті, за призначенням \| Автомобілі, зареєстровані у місті, за призначенням \| Автомобілі, зареєстровані у місті, за призначенням \| \| Рік \| 2006 р. \| 2005 р. \| \| -------------------------------------------------- \| -------------------------------------------------- \| -------------------------------------------------- \| \| Приватні автомобілі \| 60,8 % \| 60,2 % \| \| Мотоцикли \| 12,3 % \| 12,5 % \| \| Вантажівки \| 23,7 % \| 23,9 % \| \| Трактори \| 0 % \| 0 % \| \| Автобуси та ін. \| 3,2 % \| 3,4 % \| \| Усього автомобілів \| 464 шт. \| 440 шт. \| |         |         |
| Автомобілі, зареєстровані у місті, за призначенням |         |         |
| Рік | 2006 р. | 2005 р. |
| Приватні автомобілі | 60,8 %  | 60,2 %  |
| Мотоцикли | 12,3 %  | 12,5 %  |
| Вантажівки | 23,7 %  | 23,9 %  |
| Трактори | 0 %     | 0 %     |
| Автобуси та ін. | 3,2 %   | 3,4 %   |
| Усього автомобілів | 464 шт. | 440 шт. |

## Вживання каталанської мови
У 2001 р. каталанську мову у місті розуміли 98 % усього населення (у 1996 р. — 100 %), вміли говорити нею 92,2 % (у 1996 р. — 97,7 %), вміли читати 93,1 % (у 1996 р. — 97,5 %), вміли писати 80,6 % (у 1996 р. — 82,3 %). Не розуміли каталанської мови 2 %.

## Політичні уподобання
У виборах до Парламенту Каталонії у 2006 р. взяло участь 366 осіб (у 2003 р. — 375 осіб). Голоси за політичні сили розподілилися таким чином:
| \| Вибори до Парламенту Каталонії \| Вибори до Парламенту Каталонії \| Вибори до Парламенту Каталонії \| \| Рік \| 2006 р. \| 2003 р. \| \| -------------------------------------- \| ------------------------------ \| ------------------------------ \| \| Конвергенція та Єднання (CiU) \| 30,6 % \| 35,7 % \| \| Соціалістична партія Каталонії (PSC) \| 23 % \| 19,7 % \| \| Народна партія (PP) \| 4,9 % \| 3,7 % \| \| Ініціатива за Каталонію — Зелені (ICV) \| 10,1 % \| 6,7 % \| \| Республіканська лівиця Каталонії (ERC) \| 30,1 % \| 32 % \| \| Громадяни — Громадянська партія (C's) \| 0,3 % \| 0 % \| \| Інші \| 1,1 % \| 2,1 % \| |         |         |
| Вибори до Парламенту Каталонії |         |         |
| Рік | 2006 р. | 2003 р. |
| Конвергенція та Єднання (CiU) | 30,6 %  | 35,7 %  |
| Соціалістична партія Каталонії (PSC) | 23 %    | 19,7 %  |
| Народна партія (PP) | 4,9 %   | 3,7 %   |
| Ініціатива за Каталонію — Зелені (ICV) | 10,1 %  | 6,7 %   |
| Республіканська лівиця Каталонії (ERC) | 30,1 %  | 32 %    |
| Громадяни — Громадянська партія (C's) | 0,3 %   | 0 %     |
| Інші | 1,1 %   | 2,1 %   |

У муніципальних виборах у 2007 р. взяло участь 424 особи (у 2003 р. — 404 особи). Голоси за політичні сили розподілилися таким чином:
| \| Муніципальні вибори \| Муніципальні вибори \| Муніципальні вибори \| \| Рік \| 2007 р. \| 2003 р. \| \| -------------------------------------- \| ------------------- \| ------------------- \| \| Конвергенція та Єднання (CiU) \| 19,1 % \| 22,8 % \| \| Соціалістична партія Каталонії (PSC) \| 27,1 % \| 27,2 % \| \| Народна партія (PP) \| 0 % \| 0 % \| \| Ініціатива за Каталонію — Зелені (ICV) \| 0 % \| 0 % \| \| Республіканська лівиця Каталонії (ERC) \| 53,8 % \| 50 % \| \| Громадяни — Громадянська партія (C's) \| 0 % \| 0 % \| \| Інші \| 0 % \| 0 % \| |         |         |
| Муніципальні вибори |         |         |
| Рік | 2007 р. | 2003 р. |
| Конвергенція та Єднання (CiU) | 19,1 %  | 22,8 %  |
| Соціалістична партія Каталонії (PSC) | 27,1 %  | 27,2 %  |
| Народна партія (PP) | 0 %     | 0 %     |
| Ініціатива за Каталонію — Зелені (ICV) | 0 %     | 0 %     |
| Республіканська лівиця Каталонії (ERC) | 53,8 %  | 50 %    |
| Громадяни — Громадянська партія (C's) | 0 %     | 0 %     |
| Інші | 0 %     | 0 %     |